# Chiesa di San Giovanni Battista (Binago)
La chiesa di San Giovanni Battista è la parrocchiale di Binago, in provincia di Como ed arcidiocesi di Milano; fa parte del decanato di Appiano Gentile.

## Storia
Nella Notitia cleri, datata 1398, è menzionata una cappella a Binago dedicata a Santa Maria, filiale della pieve di Santo Stefano di Appiano; quasi due secoli dopo, nel Liber seminarii mediolanensis del 1564, è citata come rettoria, sempre dipendente dalla medesima pieve.
Nell'autunno del 1574 l'arcivescovo di Milano Carlo Borromeo, durante la sua visita pastorale, rilevò che vi era il proposito di costruire una nuova chiesa; effettivamente negli anni successivi questa decisione venne messa in pratica, tanto che il 24 giugno 1585 si tenne la cerimonia di consacrazione della cappella maggiore del luogo di culto da poco terminato.
Dalla relazione della visita pastorale del 1747 dell'arcivescovo Giuseppe Pozzobonelli si apprende che a servizio della cura d'anime vie erano due parroci porzionari, che il numero dei fedeli era pari a 790 anime e che la parrocchiale di San Giovanni Battista, in cui aveva sede la confraternita del Santissimo Sacramento, aveva come filiali gli oratori della Beata Maria Vergine Assunta, antica chiesa parrocchiale, e dei Santi Pietro e Paolo Apostoli.
Dalla fine dell'Ottocento e fino all'inizio del secolo successivo il luogo di culto venne interessato da ampi interventi di restauro, di modifica e di rifacimento, nel corso dei quali si procedette all'ampliamento della struttura e alla posa del nuovo pavimento; in questa occasione, nel 1900 fu eretta la torre campanaria.
Nel 1901, l'arcivescovo Andrea Carlo Ferrari, nel corso della sua prima visita pastorale, rilevò che erano preposti alla cura d'anime il parroco e un coadiutore d'ufficio, che i fedeli ammontavano a 2280 e che nella parrocchiale, da cui dipendevano le chiese di Santa Maria Assunta presso il camposanto e dei Santi Pietro e Paolo, avevano sede la confraternita del Santissimo Sacramento e la compagnia di San Luigi.
Poco più di vent'anni dopo, nel 1923, l'arcivescovo Eugenio Tosi, con decreto recante la data del 23 gennaio, trasferì la parrocchia binaghese dal vicariato di Appiano Gentile a quello di Malnate.
L'adeguamento liturgico secondo le usanze postconciliari venne condotto nel 1969 mediante l'aggiunta dell'altare rivolto verso l'assemblea, consacrato il 27 settembre di quel medesimo anno.
Nel 1971-72, con la riorganizzazione territoriale dell'arcidiocesi voluta dall'arcivescovo Giovanni Colombo, la parrocchia entrò a far parte del decanato di Varese, per poi passare a quello di Appiano Gentile nel 2013.
La torre campanaria fu oggetto di un restauro e di risistemazione nel 2000.

## Descrizione

### Esterno
La facciata a salienti della chiesa, rivolta a sudovest, si compone di tre corpi, tutti scanditi da lesene; quello centrale presenta il portale maggiore timpanato e un oculo ed è coronato dal frontone dentellato, mentre ciascuna delle due ali laterali è caratterizzata da un ingresso secondario e da un oculo ed è conclusa da un semitimpano.
Annesso alla parrocchiale è il campanile in pietra a base quadrata, la cui cella presenta su ogni lato una monofora ed è coronata dalla guglia.

### Interno
L'interno dell'edificio è articolato in tre navate, coperte da volte a botte e separate da pilastri che sorreggono degli archi a tutto sesto; al termine dell'aula si sviluppa il presbiterio, rialzato di alcuni gradini, ospitante l'altare maggiore e chiuso dall'abside di forma semicircolare.
Qui sono conservate diverse opere di pregio, tra le quali i due affreschi raffiguranti l'Ultima cena e Cristo che consegna le chiavi a San Pietro, risalenti al 1911, i due dipinti ritraenti rispettivamente Santa Elisabetta e Gesù che insegna nel tempio, eseguiti da Gino Anselmi, la pala avente come soggetto il Sacro Cuore, firmata da Antonio Martinotti della scuola del Beato Angelico, l'affresco con il battesimo nel Giordano, la lunetta in cui è rappresentato San Martino che taglia il suo mantello per il povero.